# Федорове (заказник)
Фе́дорове — гідрологічний заказник місцевого значення в Україні. Розташований у межах Борзнянського району Чернігівської області, на північ від села Галайбине. 
Площа 14 га. Статус присвоєно згідно з рішенням Чернігівського облвиконкому від 27.12.1984 року № 454; від 28.08.1989 року № 164. Перебуває у віданні ДП «Борзнянське лісове господарство» (Борзнянське л-во, кв. 22, 23). 
Статус присвоєно для збереження осокового лучно-болотного природного комплексу і невеликого озера, розташованих у заплаві річки Десна серед лісового масиву, в деревостані якого переважають осика, вільха, дуб. Має значення як регулятор водного режиму прилеглих територій. 